# Prothrinax
Prothrinax is een geslacht van vlinders van de familie uilen (Noctuidae), uit de onderfamilie Hadeninae.

## Soorten
- P. incana Köhler, 1979
- P. luteomedia Smith, 1907